# Learjet
A Learjet, conhecida também como Bombardier Learjet, é uma fabricante norte-americana de jatos executivos de alta performance, atualmente de propriedade da corporação canadense Bombardier, cujas fábricas estão localizadas nos Estados Unidos e no México. Sua sede, uma de suas principais fábricas e centro de desenvolvimento estão localizados em Wichita, no estado do Kansas, nos Estados Unidos.
Seus principais concorrentes no mercado mundial de jatos executivos são a Cessna Aircraft (também proprietária da marca Beechcraft), a brasileira EMBRAER, a Gulfstream e a Dassault Falcon da França.

## História
A Learjet foi fundada na década de 1960 nos Estados Unidos pelo engenheiro eletrônico, piloto de aeronaves e entusiasta da aviação William Powell Lear, um dos pioneiros da indústria de aviônicos, que esteve diretamente envolvido no desenvolvimento do então conceito relativamente novo de jato executivo. O primeiro produto comercial da Learjet desenvolvido para o mercado civil de transporte de passageiros foi a aeronave bimotor a jato de pequeno porte Learjet 23.
Para criar e desenvolver o Learjet 23, a então Lear Jet Corporation utilizou como base os conceitos desenvolvidos para uma aeronave militar de combate da Segunda Guerra Mundial, o protótipo de bombardeiro de origem suíça P-16.
O Learjet 23 foi certificado pela FAA – Federal Aviation Administration com velocidade de cruzeiro de aproximadamente 800 km/h e teto de serviço de aproximadamente 13 500 metros.
Posteriormente, outros modelos de aeronaves bimotoras a jato de pequeno porte foram desenvolvidos, como o Learjet 24, de fuselagem curta, e os jatos executivos de médio porte Learjet 25 e o Learjet 28, ambos de fuselagem mais alongada. No entanto, foi somente a partir da década de 1970, com o desenvolvimento e a fabricação do Learjet 35 e a introdução do conceito turbofan de motorização, que os produtos da marca Learjet passaram a ter plena aceitação no mercado internacional de aeronaves novas e no mercado de aeronaves usadas.[carece de fontes?]

## Mercado
Atualmente, a marca Learjet pertence à corporação canadense Bombardier, por meio de sua subsidiária Bombardier Business Aircraft, e os seus principais produtos comerciais são o Learjet 60 XR, o Learjet 75, o Learjet 70 e o Learjet 85, este com fuselagem e asas construídas quase inteiramente em material composto.

## Galeria

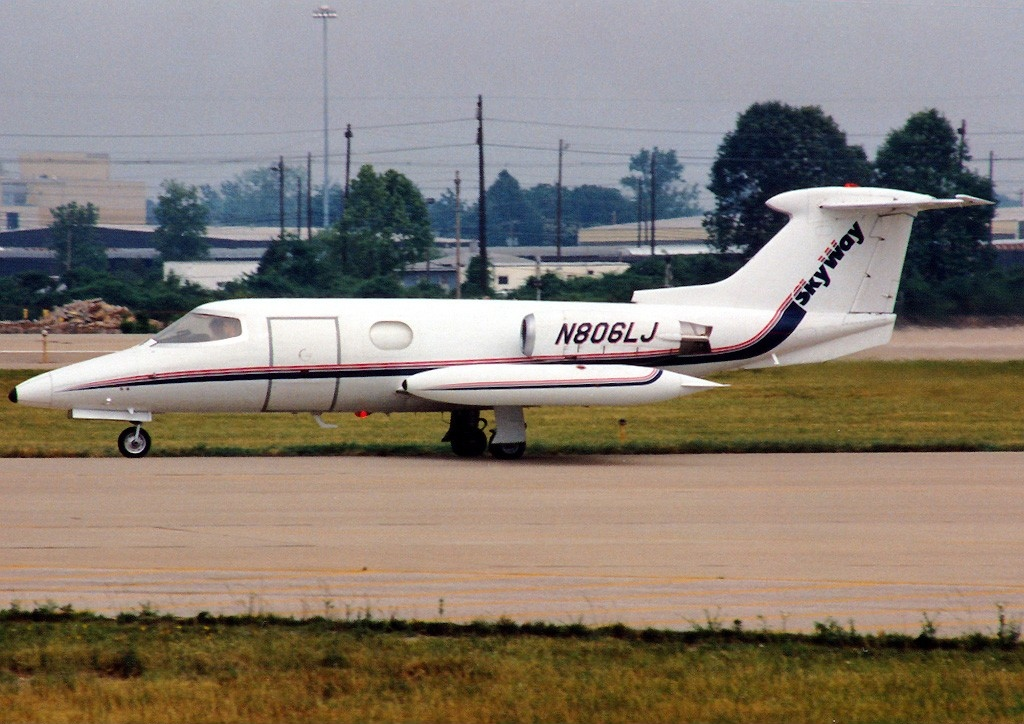
Learjet 23
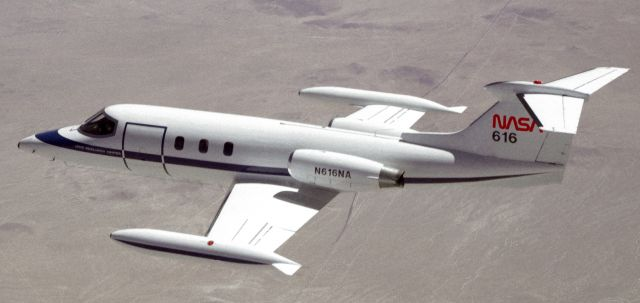
Learjet 25
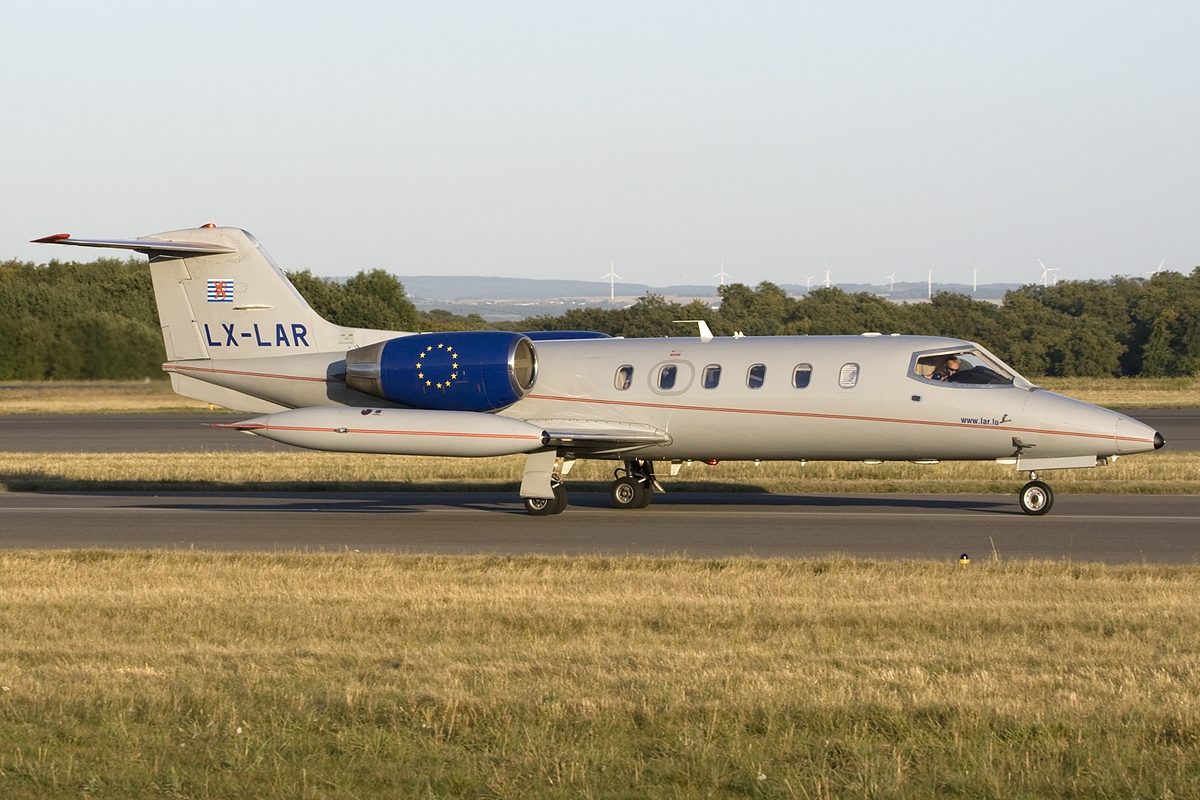
Learjet 35
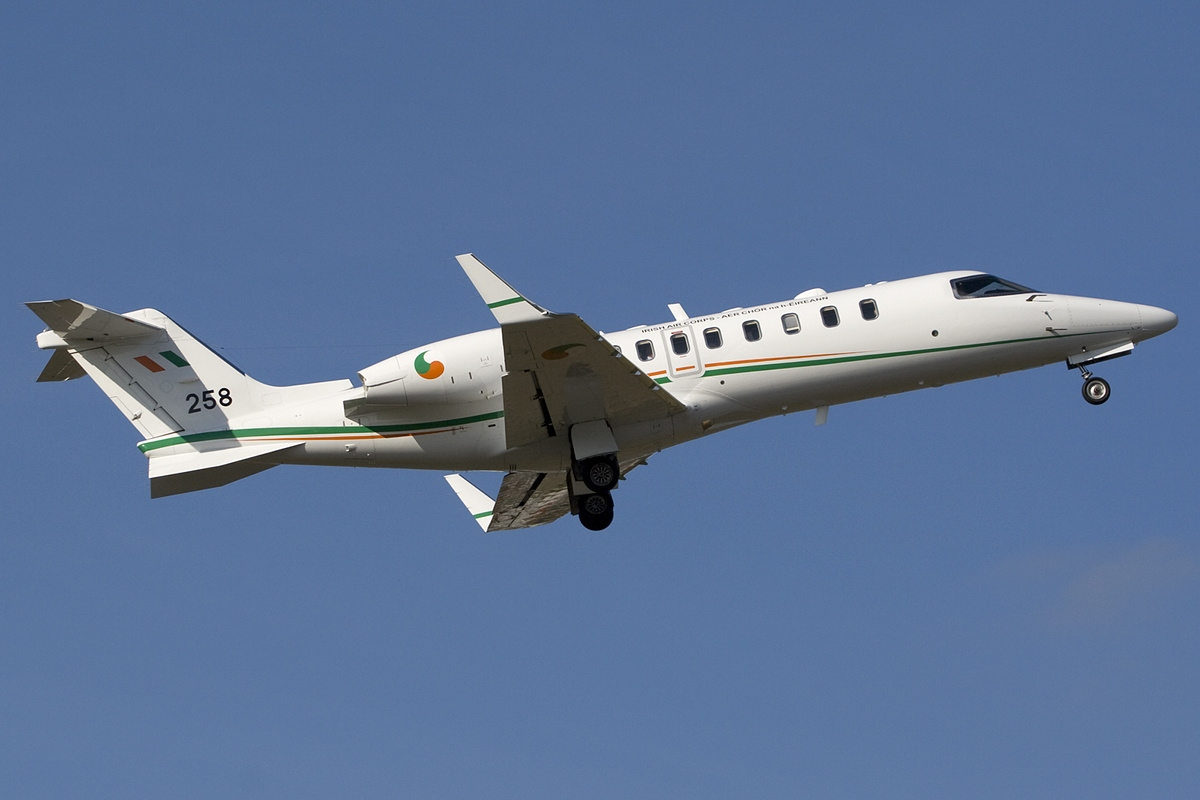
Learjet 45